# Brett King
Brett King, nato Bertell W. King Jr. (Ocean Beach, 29 dicembre 1920 – Palm Beach, 14 gennaio 1999), è stato un attore statunitense.

## Filmografia parziale

### Cinema
- Bastogne (Battleground), regia di William A. Wellman (1949)
- Father Makes Good, regia di Jean Yarbrough (1950)
- State Penitentiary, regia di Lew Landers (1950)
- L'ambiziosa (Payment on Demand), regia di Curtis Bernhardt (1951)
- Appuntamento al 38º parallelo (A Yank in Korea), regia di Lew Landers (1951)
- According to Mrs. Hoyle, regia di Jean Yarbrough (1951)
- I diavoli alati (Flying Leathernecks), regia di Nicholas Ray (1951)
- La gang (The Racket), regia di John Cromwell (1951)
- Purple Heart Diary, regia di Richard Quine (1951)
- Jesse James vs. the Daltons, regia di William Castle (1954)

### Televisione
- The Public Defender – serie TV, 2 episodi (1954)
- Stage 7 – serie TV, episodio 1x14 (1955)
- Gunsmoke – serie TV, 4 episodi (1956-1962)
- The Court of Last Resort – serie TV, episodio 1x07 (1957)
- Dragnet – serie TV, 4 episodi (1957-1958)
- The Silent Service – serie TV, 4 episodi (1957-1958)
- I racconti del West (Dick Powell's Zane Grey Theater) – serie TV, 5 episodi (1957-1960)
- Harbor Command – serie TV, episodio 1x18 (1958)
- Target – serie TV, episodio 1x16 (1958)
- Rescue 8 – serie TV, episodio 2x01 (1959)
- Lo sceriffo indiano (Law of the Plainsman) – serie TV, episodio 1x03 (1959)
- Tightrope – serie TV, episodio 1x16 (1959)
- Bat Masterson – serie TV, 4 episodi (1959-1961)
- Men Into Space – serie TV, episodio 1x37 (1960)
- La valle dell'oro (Klondike) – serie TV, episodio 1x11 (1960)
- Lock-Up – serie TV, episodi 2x06-2x39 (1960-1961)
- Carovane verso il West (Wagon Train) – serie TV, 5 episodi (1962-1963)